# Halieutichthys
A Halieutichthys a csontos halak (Osteichthyes) főosztályának sugarasúszójú halak (Actinopterygii) osztályába, ezen belül a horgászhalalakúak (Lophiiformes) rendjébe és az Ogcocephalidae családjába tartozó nem.

## Tudnivalók
Az összes Halieutichthys-faj az Atlanti-óceán nyugati és középső részein fordul elő. Eme halak hossza fajtól függően 7-10 centiméter közötti.

## Rendszerezés
A nembe az alábbi 4 faj tartozik:
- Halieutichthys aculeatus (Mitchill, 1818) - típusfaj
- Halieutichthys bispinosus Ho, Chakrabarty & Sparks, 2010
- Halieutichthys caribbaeus Garman, 1896
- Halieutichthys intermedius Ho, Chakrabarty & Sparks, 2010